# 余呉町
余呉町（よごちょう）は、滋賀県の最北端にあった町。2010年1月1日に東浅井郡と伊香郡の他5町とともに長浜市へ編入された。

## 概要
南部には余呉湖を擁し、琵琶湖との間には賤ヶ岳があり、南隣の木之本町との境界を成していた。湖から岐阜、福井県境までの北側のほとんどは峡谷も伴う険しい山岳地帯となっており、南北に通る余呉川と国道（北国街道）沿いも山深い。
2006年、畑野佐久郎町長（当時）が町内に放射性廃棄物最終処分場を誘致すべく文献調査応募を表明したのに対し、町民から反発が起き、また嘉田由紀子滋賀県知事も近畿地方の水源の安定性などから懸念を表明、畑野町長は12月、誘致断念を発表した。

### 降雪量について
余呉町は日本有数の豪雪地帯であり、日本最南端、かつ近畿以西唯一の特別豪雪地帯に指定されていた（長浜市への合併後も「平成22年1月1日合併前の伊香郡 旧・余呉町」として引き続き指定されている）。特に町内北部の旧片岡村・丹生村地区では高い数値の降雪が記録されており、町の最北端に位置する中河内で1981年の五六豪雪時に6m55cmを記録した。特に積雪の多かったとされる1936年には、いずれも公式の気象観測施設によるものではないが、尾羽梨で7m30cm、中河内で7m20cmを記録した。『日本残酷物語』（1960年）には、丹生北部の雪の惨状として「この辺りでは雪が平年で20尺 （約6m）多い年は30尺（約9m）は積もる。この年の大雪では30尺以上積もった。その場所と言うのが奥川並の集落のようである。」との記載がある。

## 歴史
- 1889年（明治22年）4月1日 - 町村制の施行により、伊香郡坂口村・下余呉村・中之郷村・川並村・八戸村の区域をもって余呉村が発足。
- 1954年（昭和29年）12月15日 - 片岡村・丹生村と新設合併し、改めて余呉村が発足。
- 1971年（昭和46年）4月1日 - 町制施行して余呉町となる。
- 2010年（平成22年）1月1日 - 長浜市に編入。同日、余呉町廃止。

## 地域

### 教育
- 長浜市立余呉小中学校（2018年開校）
  - 余呉町立余呉小学校→長浜市立余呉小学校（2018年、中高一貫教育移行に伴い閉校）
  - 余呉町立鏡岡中学校→長浜市立鏡岡中学校（2018年、中高一貫教育移行に伴い閉校）

## 交通

### 鉄道
- 西日本旅客鉄道（JR西日本）北陸本線
  - 余呉駅

#### かつて存在していた鉄道
- 日本国有鉄道（国鉄）柳ヶ瀬線（1964年5月11日廃止）
  - 中ノ郷駅 - 柳ヶ瀬駅 - 雁ヶ谷駅

### バス
- 余呉バス - コミュニティバス

以前は国鉄バス→西日本ジェイアールバスが運行されていた（柳ヶ瀬線の代替路線）。ジェイアールバスから湖国バス（余呉町による運行委託）を経て余呉バスの運行となる。

### 道路
高速道路
- 北陸自動車道 - 町内にあるインターチェンジ:なし

一般国道
- 国道365号（国道8号）

主要地方道
- 滋賀県道33号西浅井余呉線

一般県道
- 滋賀県道283号中之郷停車場線
- 滋賀県道284号杉本余呉線
- 滋賀県道285号中河内木之本線
- 滋賀県道532号余呉湖線
- 滋賀県道140号敦賀柳ヶ瀬線

## 名所・旧跡・観光
- 寺院
  - 菅山寺
  - 洞寿院
  - 全長寺
- 神社
  - 意波閇神社
  - 乎彌神社
  - 鉛練比古神社
  - 丹生神社
  - 草岡神社
- 余呉湖の羽衣伝説
- 賤ヶ岳古戦場
  - 毛受兄弟の墓
  - 中川清秀の墓
  - 玄蕃尾城跡
  - 大岩山砦跡
- 茶わん祭りの館
- スキー場
  - ウッディパル余呉 - 赤子山スキー場
  - ベルク余呉
  - 余呉高原リゾート・ヤップ
  - 国民宿舎余呉湖荘（余呉湖に面しているが、木之本町にある)